# 赵荣妃 (明世宗)
赵荣妃（?—?），中國古代明朝皇族女性，明世宗的荣妃。

## 生平
赵氏生卒年、谥号待考，初封榮嬪，于嘉靖十八年闰七月初十（1540年4月16日）生皇八子均思王朱载𰉬。赵氏封荣妃。《明史》记载为赵荣妃，但《明实录》中无此人，《明书》等载为赵荣嫔，疑赵荣妃即为赵懿妃（待考）。